# Gemeentelijk zwembad van Elsene

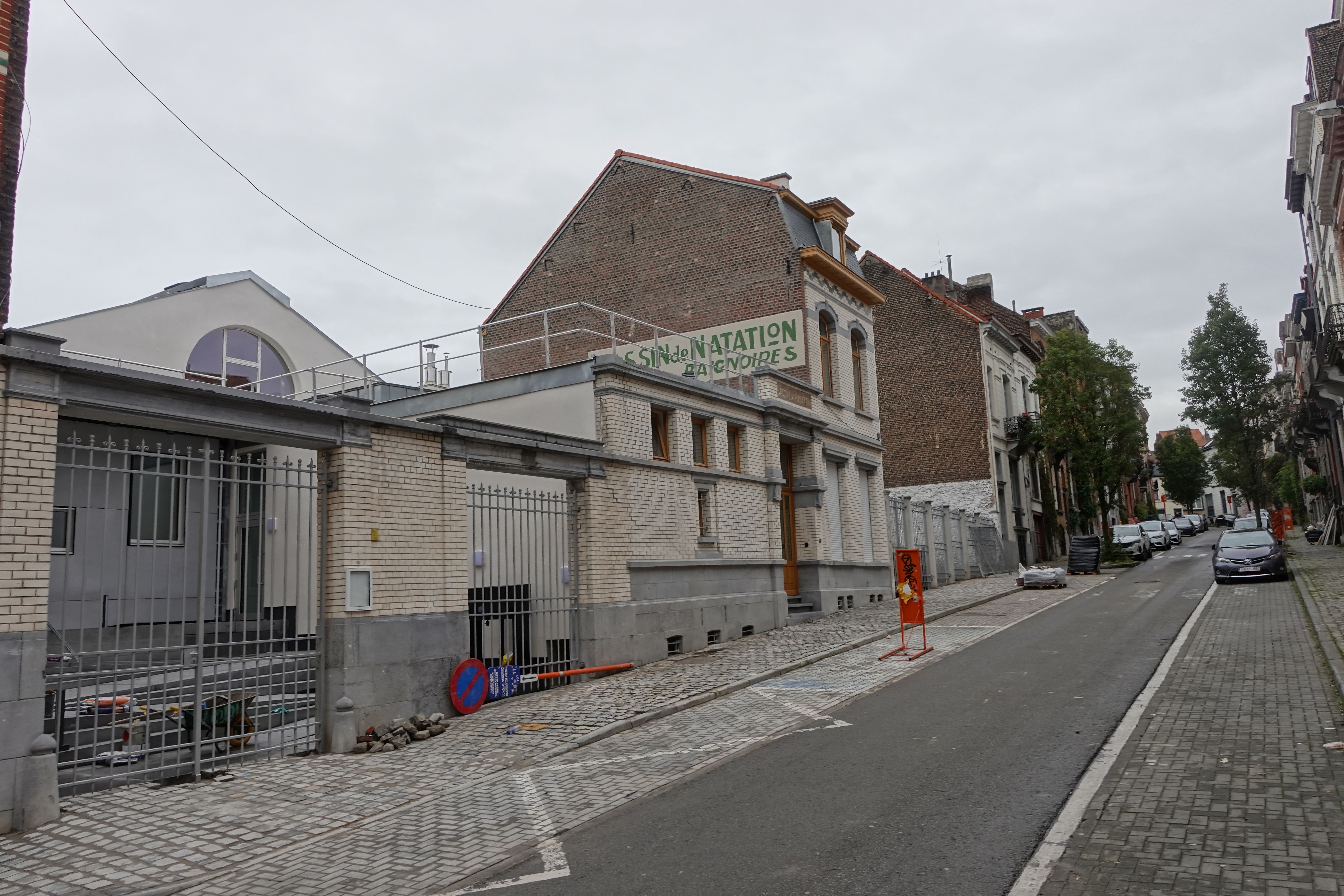
Ingang met de voormalige directeurswoning

Het gemeentelijk zwembad van de Brusselse gemeente Elsene is een openbaar zwembad, gelegen aan de Zwemkunststraat 10.

## Beschrijving
Het bad is 29,2 m lang en 14,4 m breed. De diepte varieert van 0,75 tot 3,25 m.
De zwembadhal is een bakstenen gebouw onder een zinken zadeldak. De spanten volgen het systeem-Polonceau en rusten op gietijzeren pijlers met Korinthische kapitelen. Daglicht komt binnen door de glazen nok en langs twee halfronde ramen in de topgevels. De kleedhokjes bevinden zich rond het bad in twee lagen. De bovenste laag is uitgevoerd als galerij met een smeedijzeren balustrade.

## Geschiedenis
Het gebouw was ontworpen door de architecten Jules Rau en Alexandre Cooreman. Het opende op 8 mei 1904, na vier jaar werkzaamheden. Het ging om het eerste overdekte zwembad van Brussel en een van de eerste in het land.
Doorheen de jaren werden enkele transformaties uitgevoerd: in 1925 werden de houten kleedhokjes vervangen door stenen exemplaren, in de jaren 1930 werd de open, verhoogde nok vervangen door glas en in de jaren 1960 werd de badenruimte omgebouwd tot doucheruimte. Uit die laatste periode dateren ook de gele vloertegels en de lichtgroene keramische lambrisering.
In 2007 werd het zwembad beschermd als onroerend erfgoed. 
In 2019 sloot het voor een ingrijpende renovatie. De heropening vond plaats eind 2024.

## Voetnoten
1. ↑  Oudste zwembad van Brussel ingehuldigd na renovatie, BRUZZ, 14 december 2024